# Lizzie Holmes
Ne doit pas être confondu avec Elizabeth Holmes.
Elizabeth Swank puis Elizabeth M. Holmes dite Lizzie Holmes, née  en 1850 et morte le 8 août 1926 à Santa Fe (Nouveau-Mexique), est une journaliste d'abord socialiste à la Radical Review, puis anarchiste, elle collabore à la presse libertaire, notamment à The Alarm.

## Biographie
Après la mort de son premier mari, en 1877, elle part pour Chicago afin de mieux connaître le mouvement ouvrier.
Elle travaille comme professeur de musique et ouvrière couturière. Membre de la Working Women's Union, elle milite pour organiser les couturières et dénoncer leurs conditions misérables de travail.
D'abord membre du Socialistic Labor Party, elle se tourne vers l'anarchisme en 1883.
Deux ans plus tard, elle se marie avec l'anarchiste anglais William Holmes. Le couple Holmes est proche de Albert Parsons et de sa femme, Lucy Parsons, dans le Chicago's American Group de l’International Working People's Association.
Elle est corédactrice du journal The Alarm, et le jour précédant le Massacre de Haymarket Square, elle mène la marche de 300 à 400 travailleuses exigeant la journée des huit heures.
Quand les autorités interdisent le journal The Alarm, elle est arrêtée. En 1887 Dyer D. Lum relance le journal et elle en devient corédactrice.
Elle est également active aux Knights of Labor et participe à la fondation de la Ladies' Federal Labor Union (1888) sous les auspices de l’AFL.
En 1893, elle est l’organisatrice avec son compagnon du congrès anarchiste tenu à Chicago. Puis avec William, elle s’installe à la Veta puis à Denver (Colorado) où tous deux publièrent Labor exchange guide (Denver, 1897).
Jusqu'en 1908, elle collabore régulièrement à la presse libertaire, tout particulièrement à Free Society, à Lucifer, The Light-Bearer et à Freedom. 
Elle écrit également dans de nombreux journaux ouvriers, comme The Industrial Advocate - publié par son mari - et dans le journal de l’AFL, American Federationist. Ses articles syndicalistes pour l’Associated Labor Press ont été publiées dans la presse ouvrière de tout le pays.